# März 2003
Portal Geschichte | Portal Biografien | Aktuelle Ereignisse | Jahreskalender | Tagesartikel

◄ |
20. Jahrhundert |
21. Jahrhundert

◄ |
1970er |
1980er |
1990er |
2000er
| 2010er | 2020er | 2030er | ►

◄ |
1999 |
2000 |
2001 |
2002 |
2003
| 2004 | 2005 | 2006 | 2007 | ►

◄ |
Dezember 2002 |
Januar 2003 |
Februar 2003 |
März 2003 |
April 2003 |
Mai 2003 |
Juni 2003 |
►
Dieser Artikel behandelt tagesbezogene Nachrichten und Ereignisse im März 2003.

## Tagesgeschehen

### Samstag, 1. März 2003
- Abu Dhabi/Vereinigte Arabische Emirate: Auf dem Gipfel der Arabischen Liga stellt der Präsident der Vereinigten Arabischen Emirate Zayid bin Sultan Al Nahyan einen Plan vor, um den drohenden Krieg im Irak zu vermeiden. Die irakische Führung um Saddam Hussein solle innerhalb von zwei Wochen das Land verlassen.[1]
- Ankara/Türkei: Im Parlament stimmen 264 Abgeordnete für die Stationierung von etwa 62.000 Soldaten der Streitkräfte der Vereinigten Staaten auf türkischem Boden als logistische Voraussetzung für deren Krieg im Irak. Damit fehlen zwölf Stimmen zur erforderlichen absoluten Mehrheit und die Stationierung ist abgelehnt.[2]
- Bagdad/Irak: Hossam Mohammad Amin, der irakische Verbindungsoffizier für die Vereinten Nationen (UN), empfängt zusammen mit dem Präsidentenberater Amer el Saadi den Planungsdirektor der UN-Mission UNMOVIC Dimitris Perrikos. Am Vormittag zerstört das Land vier der etwa 100 Al-Samoud-2-Raketen. Die Vereinigten Staaten sprechen von Täuschung.
- Berlin/Deutschland: Der Bundesvorsitzende der FDP Guido Westerwelle fordert die Entmachtung der Gewerkschaftsfunktionäre. DGB-Chef Michael Sommer sagt ein Gespräch mit ihm ab.
- Genf/Schweiz: Die Weltgesundheitsorganisation (WHO) verabschiedet nach zweieinhalb Jahren zähen Ringens ihre Anti-Tabak-Konvention zum weltweiten Kampf gegen das Rauchen.
- Köln/Deutschland: Am Morgen gibt es die ersten Warnstreiks bei der Deutschen Bahn im Rheinland. Zur dreistündigen Aktion in Köln erscheinen jedoch weniger Streikende als erwartet. Am Vormittag folgen weitere Streiks in Dortmund.
- Pakistan: Chalid Scheich Mohammed, der mutmaßliche Drahtzieher der Anschläge vom 11. September 2001 in den USA, wird unter offenbarer Mithilfe des amerikanischen Geheimdiensts CIA festgenommen.
- Pjöngjang/Nordkorea: Das Land wirft den Vereinigten Staaten Spionageflüge vor. Die Nachrichtenagentur Koreanische Zentrale Nachrichtenagentur berichtet, dass das Land bereit für einen Krieg gegen die Vereinigten Staaten ist und mit einem Atomkrieg rechne.
- Warschau/Polen: Die Regierungskoalition aus Sozialdemokraten (SLD) und der gemäßigten Bauernpartei (PSL) ist gescheitert. Leszek Miller (SLD), der Ministerpräsident bittet den Staatspräsidenten Aleksander Kwaśniewski um die Entlassung von Landwirtschaftsminister Jarosław Kalinowski (PSL).
- Zagreb/Kroatien: Das Land tritt dem Mitteleuropäischen Freihandelsabkommen CEFTA bei.
- Chiayi/Republik China: Bei einem Unfall der Alishan-Waldbahn sterben 19 Personen, 100 werden verletzt.

### Sonntag, 2. März 2003
- Irak: Von Bagdad wird der Fund bisher verschollener biologischer Kampfstoffe gemeldet. 157 Bomben vom Typ R-400 mit Milzbranderregern, Aflatoxin (Pilzgiften) oder dem Gift Botulin würden nach Angaben des wissenschaftlichen Beraters Präsident Saddam Husseins, Generalleutnant Amer el Saadi, zurzeit ausgegraben. Acht wurden bereits geborgen. UN-Inspektoren haben bereits Proben genommen. Bis jetzt seien laut irakischen Angaben 1,5 Tonnen des Nervenkampfstoff VX zerstört worden.
- Irak: Das Land beginnt mit der Zerstörung sechs weiterer Al-Samoud-2-Raketen. Bagdad will nach UNO-Angaben auch erstmals über angeblich vernichtete biologische Kampfstoffe wie etwa Milzbranderreger berichten.
- London/Vereinigtes Königreich: Die Zeitung Observer berichtet, dass Mitglieder der UN-Sicherheitsrats durch den US-amerikanischen Geheimdienst NSA bespitzelt werden, um das Abstimmungsverhalten zum Irak-Krieg zu überwachen.
- Pakistan: Der mutmaßliche Al-Qaida-Anführer Chalid Scheich Mohammed wird Beamten der USA übergeben und ausgeflogen. Dieser Aussage eines ranghohen pakistanischen Beamten widerspricht der pakistanische Innenminister Faisal Saleh Hayat. Von einer Auslieferung könne keine Rede sein. Beobachter glauben, dass der wirkliche Aufenthaltsort noch lange ungeklärt bleiben wird, damit Scheich Mohammed ungestört verhört werden kann.
- Schleswig-Holstein/Deutschland: In Schleswig-Holstein finden Kommunalwahlen statt. Etwa 2,25 Millionen Wähler waren zur Stimmabgabe aufgerufen. Die CDU löst die SPD als stärkste Kraft ab und kommt laut Stichprobe auf etwa 50,5 % der Stimmen; die SPD stürzt auf 29,5 % ab.
- Estland: Bei der Parlamentswahl in Estland wird die Estnische Zentrumspartei stärkste Kraft.

### Montag, 3. März 2003
- Gazastreifen/Palästinensische Autonomiegebiete: Israelische Truppen nehmen bei einer Militäroffensive im Flüchtlingslager Bureidsch im Gazastreifen Mohammed Taha fest, einen der beiden Gründer der Terrororganisation Hamas. Dabei werden acht Palästinenser getötet, darunter zwei Jugendliche und eine schwangere Frau.
- Indien: Der deutsche Bundespräsident Johannes Rau ist zu einem sechstägigen Besuch in Indien eingetroffen. Dabei steht der kulturelle und wissenschaftliche Austausch im Mittelpunkt der Reise.
- London/Vereinigtes Königreich: Die Zeitung The Guardian veröffentlicht einen Bericht, nachdem die USA und Großbritannien ihre Luftangriffe in den Flugverbotszonen des Iraks „dramatisch ausgeweitet“ haben. Die Ziele sollen vor allem Raketensysteme sein, die bei Ausbruch eines Krieges zur Verteidigung des Iraks eingesetzt werden könnten.
- Niederlande: In 13 Betrieben wird die Geflügelpest nachgewiesen. Die Behörden haben mit der Tötung Zehntausender Haushühner begonnen.
- Philippinen: Nach Angaben des philippinischen Geheimdienstes war der in Pakistan festgenommene Chalid Scheich Mohammed auch in die Pläne für ein Attentat auf Papst Johannes Paul II. 1995 bei seinem Besuch der Philippinen verwickelt.
- Koko/Besse/Nigeria: Auf dem Niger sinkt eine Flussfähre nach einer Fels-Kollision. Bei dem Schiffsunfall starben 89 der über 100 Passagiere.[3]

### Dienstag, 4. März 2003
- Bayern/Deutschland: Die Gewerkschaften setzen die Warnstreiks bei der Bahn im Freistaat Bayern fort. Vor allem München, Nürnberg und Regensburg waren betroffen. Am Donnerstag sollen die Streiks auf ganz Deutschland ausgeweitet werden. Morgens sollen alle Züge 45 Minuten stehen bleiben.
- Davao City/Philippinen: Bei der Explosion eines Sprengkörpers auf dem Flughafen der Stadt auf der Insel Mindanao sind mindestens 20 Menschen ums Leben gekommen. Kurze Zeit später kostet in der Nachbarstadt Tagum eine weitere Bombe das Leben eines Menschen.
- Hannover/Deutschland: Der Niedersächsische Landtag wählt Christian Wulff (CDU) mit 105 von 183 Stimmen zum neuen Ministerpräsidenten.[4]
- Japanisches Meer: Am Wochenende wurde erstmals seit 1969 ein US-Spionageflugzeug über dem Japanischen Meer von nordkoreanischen MiG-Kampfflugzeugen bedrängt, nachdem es kurzzeitig nordkoreanischen Luftraum verletzt hatte, wie CNN berichtet. Die Kampfflieger kamen bis auf 15 m an den US-Flieger heran.
- Kinshasa/DR Kongo: In Kongo tritt eine Übergangsverfassung in Kraft.
- London/Vereinigtes Königreich: Nach Informationen des Daily Telegraphs operieren bereits mehrere tausend britische und US-amerikanische Elitesoldaten im Irak.

### Mittwoch, 5. März 2003
- Belmopan/Belize: Die Parlamentswahlen finden statt.
- Cúcuta/Kolumbien: Bei der Explosion einer Autobombe in Cúcuta sterben sieben Menschen.
- Deutschland: Die Gewerkschaft der Lokführer (GDL) teilt mit, dass am Donnerstag zwischen 6.00 Uhr und 6.45 Uhr alle Lokführer im ganzen Land die Arbeit niederlegen. Die Züge sollen dabei hauptsächlich in Bahnhöfen halten, es könnte aber auch zu einem Stopp auf offener Strecke kommen. Die Züge sollen nicht in Tunneln oder auf Brücken halten.
- Deutschland: Gesundheitsstaatssekretär Klaus Theo Schröder berichtet von einem mit knapp drei Milliarden Euro weit höheren Defizit bei der gesetzlichen Krankenversicherung als erwartet.
- Guam: Auf dem US-amerikanischen Luftwaffenstützpunkt Guam treffen auf Bitten des südkoreanischen Ministerpräsidenten Goh Kun 24 weitere Bomber ein.
- Israel: In der Stadt Haifa sind bei einem Selbstmordanschlag auf einen Bus mindestens 16 Menschen getötet worden.
- Katar: Die Organisation der Islamischen Konferenz kommt in Katar zusammen, kann sich jedoch nicht auf eine Entscheidung in Bezug auf die Irak-Krise einigen.
- Kuwait: Saudi-Arabien verlegt 3.300 Truppen nach Kuwait.
- Kopenhagen/Dänemark: 37 Regierungen unterzeichnen die „Erklärung von Kopenhagen“ zum Abschluss der Welt-Anti-Doping-Konferenz. Nur diejenigen Länder, die unterschrieben haben, werden in Zukunft bei der Vergabe der Olympischen Spiele berücksichtigt.
- Philippinen: Die Polizei nimmt neun Verdächtige wegen der Bombenanschläge vom Vortag fest.
- Vereinigte Staaten: Künstler, die eine kritische Haltung zum drohenden Irak-Krieg vertreten, warnen vor einer „Hexenjagd“ wie zur McCarthy-Ära in den 50er Jahren. Die Schauspielergewerkschaft spricht von einer steigenden Anzahl von Anfeindungen gegenüber bekannten Schauspielern, die sich gegen den Krieg ausgesprochen haben.

### Donnerstag, 6. März 2003
- Algerien: Bei einem Absturz einer Boeing 737 nach dem Start in Tamanrasset kommen 96 Passagiere und 6 Besatzungsmitglieder ums Leben; ein Passagier überlebt die Katastrophe.
- Deutschland: Die Gewerkschaft der Lokführer hat den Zugverkehr am Morgen ab 6:00 für 45 Minuten lahmgelegt. Insgesamt waren etwa 1.000 Züge betroffen und erst nach Stunden waren die Verspätungen wieder eingeholt.
- Dschabaliya/Palästinensische Autonomiegebiete: Bei einer israelischen Militäraktion im Flüchtlingslager Dschabaliya im Gazastreifen werden mindestens elf Palästinenser getötet.
- Frankfurt am Main/Deutschland: Die Europäische Zentralbank senkt die Leitzinsen um 0,25 %.
- Havanna/Kuba: Fidel Castro wird zum sechsten Mal als kubanischer Staatspräsident bestätigt.
- Nürnberg/Deutschland: Die Bundesanstalt für Arbeit gibt einen weiteren Anstieg der Arbeitslosen bekannt. Insgesamt waren im Februar 4,7 Millionen arbeitslos, 83.100 mehr als im Januar.
- Peking/China: Beim Nationalen Volkskongress werden weit reichende Reformen angekündigt. Die Planungskommission, die für die Umsetzung der Fünfjahrespläne verantwortlich ist, soll abgeschafft werden. Eine Kommission zur Regulierung des Bankenwesens soll eingerichtet werden. Die Familienplanungskommission soll Strategien zur weiteren Bevölkerungsentwicklung erforschen.
- Rio de Janeiro/Brasilien: Während des Karnevals zwischen Samstag und Dienstag wurden auf den Straßen von Rio de Janeiro 90 Morde gezählt.
- Vereinigtes Königreich: Laut der Zeitung Daily Express soll es ab 13. März einen heftigen Luftangriff auf den Irak geben. Der 17. März wird als Termin für die Invasion von Bodentruppen genannt.

### Freitag, 7. März 2003
- New York/Vereinigte Staaten: Im UN-Sicherheitsrat äußert sich Hans Blix grundsätzlich positiv über den Verlauf der Inspektionen im Irak. Die USA, das Vereinigte Königreich und Spanien wollen eine letzte Frist bis zum 17. März einräumen.
- Prag/Tschechische Republik: Václav Klaus tritt eine Woche nach seiner Wahl sein Amt als neuer Präsident an.
- Washington, D.C./Vereinigte Staaten: Die US-Regierung fordert von einer Reihe von Ländern, darunter Deutschland und Schweden, die Ausweisung irakischer Diplomaten. Als Grund gibt sie Spionage an.
- Washington, D.C./Vereinigte Staaten: In einem Gutachten des Kongress der Vereinigten Staaten wird eine Summe von 24 Milliarden US-Dollar für einen Angriff auf den Irak genannt.
- Palermo/Italien: Die Carabinieri konnte das Versteck von Salvatore Rinella, einem ranghohen Mitglied der Cosa Nostra ausfindig machen und ihn verhaften.[5]

### Samstag, 8. März 2003
- Gaza/Palästinensische Autonomiegebiete: Ibrahim Makadma, einer der führenden Mitgliedern der radikalen Hamas-Organisation wird zusammen mit drei Begleitern in einem Auto von der israelischen Armee mit einem Hubschrauberangriff durch Raketenbeschuss getötet. Dabei wurden mindestens sechs weitere verletzt.
- Indien: Wie die indische Nachrichtenagentur UNI berichtet, haben Separatisten der Befreiungsfront von Assam im Nordosten des Landes den Tank einer Ölraffinerie und eine Pipeline in die Luft gesprengt.
- Niederlande, Vereinigte Staaten: Bei der Übertragung von Computerdateien wurde ein neuer Internet-Geschwindigkeitsrekord aufgestellt. 6,7 Gigabytes an Daten benötigten nur 58 Sekunden für die Strecke von etwa 11.000 Kilometer zwischen Kalifornien und den Niederlanden.
- Spanien: Die Polizei verhaftet fünf mutmaßliche Moslem-Extremisten. Sie sollen in Verbindung zu dem Anschlag ein Jahr zuvor auf der tunesischen Insel Djerba stehen.
- Valletta/Malta: Mit Malta findet im ersten von zehn Staaten, die einen Beitritt zur Europäischen Union verhandelt haben, eine Volksabstimmung über den Beitritt statt. Es stimmt eine knappe Mehrheit von 52,7 % für den Beitritt.
- Vereinigte Staaten: Zum ersten Mal seit 1975 streiken am New Yorker Broadway die Schauspieler und Musiker. Die Theaterbetreiber sagen sämtliche Musical-Vorstellungen ab.
- Am Internationalen Frauentag demonstrieren tausende von Frauen in zahlreichen Ländern für mehr Gleichberechtigung. Auch die weiblichen Mitglieder der deutschen Bundesregierung haben sich aus diesem Anlass vor dem drohenden Irak-Krieg zu einem eindringlichen Friedensappell zusammengeschlossen. Die sechs Ministerinnen und eine Staatsministerin drangen in einer gemeinsamen Erklärung auf eine Entschärfung der Irak-Krise. Sie warnten vor den furchtbaren Folgen für die Bevölkerung, für Frauen und Kinder.

### Sonntag, 9. März 2003
- Ankara/Türkei: Recep Tayyip Erdoğan, der Vorsitzende der islamisch-konservativen Regierungspartei AKP, gewinnt die Nachwahlen im Südosten der Türkei klar mit 84,7 Prozent. Es wird erwartet, dass er nach seiner Wahl zum Abgeordneten das Amt des Ministerpräsidenten übernehmen wird.
- Berlin/Deutschland: Circa 20.000 Mitglieder der Dienstleistungsgewerkschaft ver.di demonstrieren gegen die geplante Reform der Ladenschluss-Zeiten.
- Münster/Deutschland: Bundesaußenminister Joschka Fischer (Bündnis 90/Die Grünen) wird „für seinen Einsatz zur Verständigung zwischen Christen und Juden“ mit der Buber-Rosenzweig-Medaille ausgezeichnet. Der Präsident des Zentralrates der Juden in Deutschland Paul Spiegel hält die Laudatio.
- Türkei: Obwohl das Parlament am 1. März die Stationierung von US-Soldaten abgewiesen hat, beginnen tausende von US-Soldaten mit dem Aufbau eines neuen Stützpunktes nahe der irakischen Grenze des Landes.
- Interpol stellt gegen den früheren peruanischen Präsidenten Alberto Fujimori einen internationalen Haftbefehl aus. Fujimori lebt in Japan und wird des Mordes, des Verschwindenlassens von Personen und schwerer Körperverletzung verdächtigt.

### Montag, 10. März 2003
- Afghanistan: Die Internet-Länderdomain .af geht wieder an den Start und die ersten Second Level Domains werden geschaltet.
- Berlin/Deutschland: In der gesetzlichen Pflegeversicherung gab es 2002 eine Lücke von 400 Millionen Euro, die jedoch von den Reserven aufgefangen wird.
- Deutschland: Die Deutsche Telekom hat 2002 mit 24,6 Milliarden Euro den höchsten Verlust gemacht, der je von einem europäischen Unternehmen ausgewiesen wurde.
- Frankfurt am Main/Deutschland: Das Oberlandesgericht hat vier algerische Islamisten wegen Vorbereitung eines Bombenanschlags auf den Straßburger Weihnachtsmarkt zu Haftstrafen zwischen zehn und zwölf Jahren verurteilt.
- Moskau/Russland: Nach Frankreich kündigt auch Russland an, im UN-Sicherheitsrat gegen eine neue Irak-Resolution zu stimmen. Die USA will notfalls auch ohne UN-Mandat den Irak entwaffnen, wohingegen UN-Generalsekretär Kofi Annan erklärt, dass ein solches einseitiges Vorgehen nicht durch die UN-Charta gedeckt sei.
- Nordkorea: Im Japanischen Meer wurde wieder ein Raketentest durchgeführt.

### Dienstag, 11. März 2003
- Ankara/Türkei: Abdullah Gül, der Ministerpräsident tritt zurück und macht damit den Weg für Recep Tayyip Erdoğan, der am 9. März die Wahlen im Südosten des Landes gewonnen hat, frei.
- Berlin/Deutschland: Die Bundesregierung diskutiert Pläne, nach denen die Bezugsdauer des Arbeitslosengeldes auf maximal zwölf Monate gekürzt werden sollen. Damit sollen die Versicherungsbeiträge gesenkt werden.
- Washington, D.C./Vereinigte Staaten: Republikanische Parlamentarier ordnen in den Kantinen des Repräsentantenhauses der Vereinigten Staaten nach der Veto-Drohung Frankreichs im Sicherheitsrat der Vereinten Nationen die Namensänderung der Pommes frites von French Fries ‚Französische Fritten‘ in Freedom Fries ‚Freiheitsfritten‘ an.[6]
- Den Haag/Niederlande: Die ersten 18 Richter des Internationalen Strafgerichtshof werden vereidigt.

### Mittwoch, 12. März 2003
- Belgrad/Serbien und Montenegro: Attentäter erschießen den Ministerpräsidenten der Republik Serbien Zoran Đinđić. Der Ausnahmezustand wird verhängt.
- Berlin/Deutschland: Der Bundestagsausschuss für Wirtschaft und Arbeit stimmt einer neuen Ladenöffnungszeit am Samstag von sechs bis 20 Uhr zu.
- Deutschland: Als dritter Wissenschaftler bekommt der Herzmediziner Wolfgang-Michael Franz die Genehmigung für die Forschung mit embryonalen Stammzellen.
- Frankfurt am Main/Deutschland: Der Deutsche Aktienindex erreicht ein Acht-Jahres-Tief. Seit drei Jahren befindet er sich in einer Baisse.  Als hauptsächlicher Auslöser gelten enttäuschende Geschäftszahlen von Unternehmen aus dem Bereich „New Economy“ wie Informationstechnologie und Multimedia, welche zunächst den Index Nemax 50 und dann den DAX negativ beeinflussten.[7]
- Karlsruhe/Deutschland: Das Bundesverfassungsgericht entscheidet, dass die Polizei die Telefone von Journalisten zur Aufklärung schwerwiegender Straftaten überwachen darf.
- Straßburg/Frankreich: Der Europäische Gerichtshof für Menschenrechte stellt fest, dass die Türkei beim Prozess gegen PKK-Chef Abdullah Öcalan gegen das Grundrecht auf ein faires Verfahren verstieß.
- Vereinigte Staaten: Mehr als 14.000 US-amerikanische Intellektuelle, darunter Schriftsteller und Professoren aller wichtigen Universitäten, verurteilen zwar den Irak für seine Menschenrechtsverletzungen, aber auch eine Entscheidung, einen Irak-Krieg zum jetzigen Zeitpunkt zu führen.

### Donnerstag, 13. März 2003
- Ankara/Türkei: Die pro-kurdische Halkın Demokrasi Partisi (HADEP) wird vom Verfassungsgericht verboten.
- Berlin/Deutschland: Der Bundestag beschließt mit den Stimmen von SPD und Grünen die Verlängerung der Ladenöffnungszeit an Samstagen bis 20 Uhr. Die Regelung tritt zum 1. Juni in Kraft.
- Indien: In einem Vorort der Großstadt Mumbai sind bei einem Sprengstoffanschlag mindestens elf Menschen getötet und 65 weitere verletzt worden.
- Karlsruhe/Deutschland: Das Bundesverfassungsgericht lehnt erneute Erörterung wegen Einstellung des NPD-Verbotsverfahrens ab.
- New York/Vereinigte Staaten: Wegen des Irak-Konflikts kommt es im UN-Sicherheitsrat zu einem offenen Bruch zwischen den Vereinigten Staaten und Frankreich. Es wird klar, dass es für die von den USA, Großbritannien und Spanien eingebrachte neue Kriegs-Resolution keine Mehrheit gibt. Nach Angaben des US-amerikanischen Regierungssprechers Ari Fleischer sind die USA zu einer Verschiebung der Abstimmung auf nächste Woche bereit.
- Serbien und Montenegro: Nach dem Mord am Ministerpräsidenten der Republik Serbien Zoran Đinđić wurden etwa 53 Verdächtige festgenommen. Unter den Festgenommenen sind acht von 23 Mitgliedern des „Zemun-Clans“.
- Duisburg/Deutschland: Die neu errichtete Kokerei Schwelgern von Thyssenkrupp wird in Betrieb genommen.

### Freitag, 14. März 2003
- Belgrad/Serbien und Montenegro: Zu Ehren des ermordeten Ministerpräsidenten der Republik Serbien Zoran Đinđić findet eine Gedenkfeier statt.
- Berlin/Deutschland: Das Steuerpaket der rot-grünen Regierungskoalition wird im Bundesrat von der Mehrheit der unionsgeführten Länder abgelehnt und geht deshalb voraussichtlich ich den Vermittlungsausschuss.
- Berlin/Deutschland: Bundeskanzler Gerhard Schröder hält eine Rede mit dem Titel „Mut zum Frieden – Mut zur Veränderung“.
- Brüssel/Belgien: Durch die Unterzeichnung eines Kooperationsabkommens wird der Weg für eigene Friedensmissionen der Europäischen Union freigemacht. Sie wird Ende März den Friedenseinsatz in Mazedonien, der bisher von der NATO geführt wird, übernehmen.
- Deutschland: Der Deutsche Gewerkschaftsbund (DGB) setzt sich mit der Aktion „Zehn Mahnminuten gegen den drohenden Irak-Krieg“ für eine friedliche Lösung des Konflikts ein.
- Madison/Vereinigte Staaten: Die Disinfopedia, ein englischsprachiges Wiki über Falschmeldungen und Irreführungen, geht online.[8]
- Vereinigte Staaten: Präsident George W. Bush kündigt in einer überraschenden Rede eine neue Friedensinitiative für den Nahen Osten an, sobald der neue palästinensische Ministerpräsident Mahmud Abbas im Amt ist.
- Vereinigte Staaten: Die Dokumente, die eine angebliche Uran-Lieferung von Niger an den Irak belegen sollten und im Februar von den Vereinigten Staaten als Beweismittel im Irak-Konflikt vorgelegt worden waren, stellen sich als Fälschungen heraus.
- Westjordanland/Palästinensische Autonomiegebiete: Im Flüchtlingslager Dschenin wurden bei einer israelischen Militäroffensive nach Angaben von Bewohnern fünf Palästinenser getötet.

### Samstag, 15. März 2003
- Ankara/Türkei: Recep Tayyip Erdoğan, der Vorsitzende der Regierungspartei AKP, wird als Ministerpräsident vereidigt und stellt sein Kabinett vor. Sein Amtsvorgänger Abdullah Gül wird Außenminister und Vize-Regierungschef.[9]
- Belgrad/Serbien und Montenegro: Die Polizei fasst einen der mutmaßlichen Attentäter des ermordeten Ministerpräsidenten der Republik Serbien Zoran Đinđić. Das Innenministerium gibt bekannt, es handele sich um Mladjan Micic, einen der Bosse des Zemun-Clans. Der Leichnam von Zoran Đinđić wird heute unter großer Anteilnahme der Bevölkerung in der „Allee der Großen“ auf dem Neuen Friedhof beigesetzt.
- Berlin/Deutschland: Eine 35 km lange Lichterkette drückt den Protest vieler Menschen in Deutschland gegen den drohenden Militäreinsatz einer so genannten „Koalition der Willigen“ unter Führung der Vereinigten Staaten auf den Irak aus.
- Brüssel/Belgien: Der Rat der Europäischen Union veröffentlicht eine für alle Mitgliedstaaten verbindliche Liste mit Drittstaaten, deren Staatsangehörige bei der Einreise in einen Staat der EU ein Visum vorzuweisen haben. Auf der Liste befinden sich auch europäische Länder, z. B. Albanien und Russland.[10]
- Deutschland: In den Tarifverhandlungen der Deutschen Bahn mit den Gewerkschaften Transnet und Verkehrsgewerkschaft GDBA gibt es eine Einigung. Das Einkommen der nordöstlichen Bundesländer soll in drei Schritten bis 1. September 2006 an das im Westen angeglichen werden. In diesem Jahr gibt es zwei Einmalzahlungen zu je 200 Euro und zum 1. Mai 2004 eine 3,2-prozentige Erhöhung der Entgelte. Der Vertrag hat eine Laufzeit von 24 Monaten.
- Frankfurt am Main/Deutschland: Ein Arzt aus Singapur wird wegen des Verdachts auf die hochansteckende Lungenerkrankung Severe Acute Respiratory Syndrome (SARS) in die Isolierstation der Universitätsklinik Frankfurt am Main gebracht. In der Volksrepublik China sind im Februar seit dem Ausbruch der Krankheit bereits acht Menschen gestorben.
- Islamabad/Pakistan: Das Informationsministerium meldet die Festnahme des mutmaßlichen Führungsmitglieds von Al-Qaida Jassir el Dschasiri durch Agenten des Geheimdienstes in Lahore, einer Großstadt an der Grenze zu Indien.
- New York/Vereinigte Staaten: Der Waffeninspekteur der Vereinten Nationen Hans Blix erhält über Telefax von der irakischen Regierung einen 25-seitigen Bericht über den Verbleib des irakischen Bestands am Nervenkampfstoff VX.
- Peking/China: Der 10. Nationale Volkskongress legitimiert die Übergabe des Amts des Staatspräsidenten von Jiang Zemin auf den 60-jährigen Chef der Kommunistischen Partei Hu Jintao.
- Vereinigte Staaten: Einige Rundfunkveranstalter boykottieren die Country-Band Dixie Chicks wegen der kritischen Einstellung der Sängerin Natalie Maines gegenüber US-Präsident George W. Bush. Die Chicks-Sängerin erklärte kürzlich, sich dafür zu schämen, dass der Präsident aus Texas komme.

### Sonntag, 16. März 2003
- Azoren/Spanien: Auf den Azoren treffen sich US-Präsident George W. Bush, der britische Premierminister Tony Blair und der spanische Regierungschef José María Aznar zu einem Krisengipfel zur Lage im Irak.
- Helsinki/Finnland: Bei den Wahlen zum Reichstag gewinnt die oppositionelle Zentrumspartei knapp vor den Sozialdemokraten.
- Israel, Palästinensische Autonomiegebiete: Israelische Streitkräfte riegeln das Westjordanland und den Gazastreifen vor dem bevorstehenden Purim-Fest wegen befürchteter Terroranschläge ab. In Rafah überrollt ein Bulldozer die 23-jährige US-amerikanische Rachel Corey, die sich an einer Sitzblockade beteiligt, mit der der Abriss palästinensischer Häuser verhindert werden soll.
- Kyōto/Japan: Das 3. Weltwasserforum mit mehr als 10.000 Teilnehmern aus etwa 160 Ländern beginnt.
- Moskau/Russland, Paris/Frankreich: Russland und Frankreich versuchen mit einer neuen diplomatischen Initiative den drohenden Krieg zu verhindern. Sie schlagen eine Sitzung des UN-Sicherheitsrates vor, bei der über den weiteren Fortgang der Waffeninspektionen beraten werden soll.
- Peking/China: Wen Jiabao wird vom chinesischen Volkskongress in Peking als Nachfolger von Zhu Rongji zum neuen Ministerpräsidenten ernannt.
- San Salvador/El Salvador: In El Salvador finden Parlamentswahlen statt.
- Vaduz/Liechtenstein: In einer Abstimmung wird die Verfassungsreform bestätigt, nach dieser kann Fürst Hans Adam II. ohne die Zustimmung des Parlaments die Regierung entlassen, außerdem genießt er rechtliche Immunität und übt das Notstandsrecht aus:

### Montag, 17. März 2003
- Bangui/Zentralafrikanische Republik: François Bozizé, ein früherer Armeechef des Landes, ruft sich nach einem Putsch vom Vortag zum neuen Staatschef aus und setzt die Verfassung außer Kraft.
- Berlin/Deutschland: Die von dem Wirtschaftswissenschaftler Bert Rürup geleitete Kommission schlägt den Übergang zur nachgelagerten Besteuerung der Rente vor.
- Deutschland: Der US-amerikanische Milliardär Haim Saban unterschreibt den Kaufvertrag für den TV-Konzern ProSiebenSAT.1.
- Düsseldorf/Deutschland: Der ehemalige Vizekanzler Jürgen W. Möllemann tritt aus der FDP aus. Wegen Schmiergeldverdachts stimmte die Fraktion der FDP im Deutschen Bundestag am 11. Februar für den Ausschluss Möllemanns, der sein Mandat im Bundestag danach weiterhin ausüben wollte, was zu einem Konflikt zwischen ihm und der FDP Nordrhein-Westfalen führte.[11]
- London/Vereinigtes Königreich: Robin Cook scheidet aus Protest gegen die Irak-Politik Tony Blairs aus dessen Kabinett aus.
- New York/Vereinigte Staaten: UN-Generalsekretär Kofi Annan weist angesichts der Kriegsgefahr das UN-Personal im Irak an, das Land zu verlassen.
- Paris/Frankreich: Das Parlament bringt eine Verfassungsänderung zur Dezentralisierung des Landes auf den Weg. Sie stärkt die Départements, Gemeinden und Regionen gegenüber Paris.
- Spanien: Der Oberste Gerichtshof verbietet die baskische Batasuna-Partei.
- Vereinigte Staaten: US-Präsident George W. Bush stellt dem Irak ein letztes Ultimatum. Saddam Hussein soll mit seiner Familie innerhalb von 48 Stunden das Land verlassen. Andernfalls gebe es einen amerikanischen Angriff.
- Die Epidemie SARS breitet sich aus. Mindestens neun Menschen starben bereits daran. In Vietnam sind mindestens 48 Menschen an SARS erkrankt. Für europäische Staaten werden verstärkte Kontrollen angeordnet. Es gibt neue Verdachtsfälle in den deutschen Städten Leipzig und Berlin, in Österreich, in Frankreich und im Vereinigten Königreich.

### Dienstag, 18. März 2003
- Afghanistan: Im Norden nahe Chost wurden US-amerikanische und italienische ISAF-Truppen mit Raketen beschossen. Es gab keine Verletzten.
- Bagdad/Irak: In der Irakkrise weist Udai Hussein, der Sohn von Saddam, das Ultimatum des US-amerikanischen Präsidenten George W. Bush zurück und kündigt eine blutige Schlacht an.
- Belgrad/Serbien und Montenegro: Das Parlament wählt Zoran Živković zum Nachfolger des ermordeten Ministerpräsidenten der Republik Serbien Zoran Đinđić.
- Hongkong/China, Frankfurt am Main, Leipzig/Deutschland: Die SARS-Verdachtsfälle in Hongkong steigen auf 83, und in zwei Verdachtsfällen in Frankfurt am Main bestätigt sich eine Infektion. Ein Verdachtsfall in Leipzig erweist sich als unbegründet.
- Karlsruhe/Deutschland: Das Bundesverfassungsgericht stellt das NPD-Verbotsverfahren ein.
- Palästinensische Autonomiegebiete: Das Parlament stimmt einer Gesetzesvorlage zur Schaffung eines Ministerpräsidentenamtes zu. Für das Amt ist der gemäßigte stellvertretende PLO-Vorsitzende Mahmud Abbas im Gespräch, der auch von den USA und Israel unterstützt wird.
- Texas/Vereinigte Staaten: Im ersten Schadensersatzprozess um das zurückgerufene Medikament Lipobay wurde der Chemiekonzern Bayer freigesprochen. Es ging um die Klage eines 82-jährigen Mannes, bei dem das Medikament Muskelschwund verursacht haben soll.
- Die Untersuchung des Krankheitserregers des SAR-Syndroms legt nahe, dass es sich um ein Paramyxo-Virus handelt, das Grippe-Viren sehr ähnlich ist.

### Mittwoch, 19. März 2003
- Brüssel/Belgien: Die EU-Kommission eröffnet ein Verfahren wegen möglicher Verletzung des US-Vertrags gegen den Automobilhersteller Volkswagen.
- Florida/Vereinigte Staaten: Ein kubanisches Flugzeug wurde mit 29 Passagieren und sechs Besatzungsmitgliedern von sechs Männern nach Florida entführt. Dort wurde die Maschine von zwei Militärflugzeugen abgefangen und zur Landung auf Key West gezwungen.
- Frankfurt am Main/Deutschland: Herbert Walter wird als Nachfolger von Bernd Fahrholz Chef der Dresdner Bank, die zum Allianz-Konzern gehört.
- Karlsruhe/Deutschland: Die Rückmeldegebühr von rund 51 Euro an baden-württembergischen Hochschulen wird vom Bundesverfassungsgericht für verfassungswidrig erklärt.
- London/Vereinigtes Königreich: Die Streitkräfte der Vereinigten Staaten rücken laut dem TV-Sender BBC News in Kuwait an der Grenze zum Irak in die entmilitarisierte Zone vor. Die USA dementieren diese Meldung allerdings.
- Palästinensische Autonomiegebiete: Mahmud Abbas wurde von Palästinenserpräsident Jassir Arafat offiziell zur Übernahme des neuen Ministerpräsidentenamtes aufgefordert.
- Sachsen-Anhalt/Deutschland: An der Autobahn A2 wird an der Auffahrt Lostau im Landkreis Jerichower Land die erste von 300 Mautbrücken aufgestellt.
- Santiago/Chile: Isabel Allende, die Nichte des früheren Präsidenten Salvador Allende, wird mit 57 zu 56 Stimmen zur Präsidentin des Unterhauses gewählt.
- Vereinigtes Königreich: Die Polizei findet in einer Wohnung zwei selbstgebastelte Bomben und nimmt drei Männer unter Terrorverdacht fest.
- Die neue englische Version MySQL 4.0 kann ab sofort unter der URL http://www.mysql.com/ heruntergeladen werden.
- Forscher entdecken den SARS-Erreger. Er ist, wie vermutet, ein Paramyxo-Virus.

### Donnerstag, 20. März 2003
- Afghanistan: Gleichzeitig mit den Angriffen auf den Irak wird im Südosten des Landes in der Nähe von Kandahar von den USA mit 1000 Soldaten der 82. Luftlandedivision die größte Offensive seit einem Jahr gegen die Taliban und Al-Qaida begonnen.
- Berlin/Deutschland: Der Bundestag verabschiedet mit der Mehrheit der rot-grünen Koalition den Haushalt 2003.
- Berlin/Deutschland: In der Stadt werden mehrere radikalisierte islamistische Männer festgenommen, die nach Erkenntnissen der ermittelnden Behörden Sprengstoffanschläge vorbereiteten.
- Irak: 3.30 Uhr MEZ schlagen die ersten US-amerikanischen Bomben und Marschflugkörper in Bagdad ein und verfehlen ihr Ziel, die irakische Führung. Der Irak feuert im Laufe des Tages etwa 10 R-17-Raketen auf US-amerikanische Stellungen nahe der Stadt Kuwait, die ihr Ziel verfehlen. Die amerikanische Bodenoffensive beginnt am Abend.
- Niederlande: Nahe der Grenze zu Deutschland ist ein Personenzug mit einem Güterzug zusammengestoßen. Dabei wurde der Lokführer des Personenzugs getötet und 38 Personen wurden verletzt.
- Paris/Frankreich: Im Bahnhof „Gare de Lyon“ werden nach Angaben des französischen Innenministeriums Spuren der hochgiftigen Substanz Ricin gefunden.
- Spanien: Es bilden sich zahlreiche Demonstrationen gegen die Irak-Politik der Regierung.
- Vereinigte Staaten: Kurz nach dem Angriff gibt der US-amerikanische Präsident George W. Bush den Beginn des Krieges bekannt. Die USA verhängen eine Nachrichtensperre; sie geben selbst über einen „Medien-Pool aus den richtigen Quellen“ ausgewählte Informationen frei.

### Freitag, 21. März 2003
- Afghanistan: Im Süden des Landes haben US-amerikanische Soldaten bei Razzien mindestens 12 Extremisten festgenommen.
- Berlin/Deutschland: Mehr als 100 zusätzliche ABC-Abwehrkräfte wurden von Verteidigungsminister Peter Struck nach Kuwait in das Camp Doha in Marsch gesetzt.
- Berlin/Deutschland: Daniel Coats, der US-amerikanische Botschafter in Berlin, erneuert die Vorwürfe gegen die Bundesregierung, nach denen Deutschland mit seiner Haltung gegen eine neue Irak-Resolution Schuld an diesem Krieg sei.
- Bern/Schweiz: Das Land lehnt die von US-Finanzminister John Snow geforderte Sperrung von irakischen Konten ab. Konten können nur nach Beschluss der UN gesperrt werden.
- Irak: Der Irak sollte nach Alliiertenangaben im Laufe des Tages 30 Ölfelder angezündet haben. Am Abend wurde die Zahl auf sieben korrigiert. Der Irak weist diese Beschuldigung zurück. Ab 19 Uhr MEZ Abwurf von Bomben auf Bagdad. Live-TV-Bilder von CNN zeigen eine Häufung im Regierungsviertel. Daneben wurden im Norden des Landes auch die Städte Mosul und Kirkuk und im Süden des Landes die Städte Basra und Nasiriya angegriffen. 250 Iraker sind nach britischen Angaben beim Vormarsch auf die Hafenstadt Umm Qasr übergelaufen. Laut Donald Rumsfeld wird die Stadt nach mehrstündigen Gefechten von den Alliierten eingenommen und kontrolliert. Der irakische Informationsminister bestätigt Treffer auf den Präsidentenpalast. Laut seiner Aussage sind Saddam Hussein und seine Angehörigen unverletzt. Aus Geheimdienstkreisen wird gemeldet, dass sich Saddam Hussein mit zwei seiner Söhne in dem gestern bombardierten Bunker aufgehalten haben soll. Es werden Spekulationen angestellt, dass er verletzt sein soll. Bei ihrem Vormarsch Richtung Basra stoßen britische Truppen auf starken Widerstand. Die US-amerikanischen Truppen haben beim Vormarsch in Richtung Bagdad etwa 200 Kilometer im Irak zurückgelegt. Die Halbinsel Faw im Süden des Landes wurde von den alliierten Streitkräften eingenommen.
- Jordanien: Bis jetzt sind mehr als 400 ausländische Flüchtlinge in den Auffanglagern eingetroffen.
- Kairo/Ägypten: In Kairo kommt es nach dem Freitagsgebet zu gewaltsamen Auseinandersetzungen zwischen Polizei und Gegnern des Kriegs im Irak.
- Kuwait: Beim Absturz eines US-Militärhubschraubers kommen zwölf Soldaten ums Leben, sowohl Briten als auch US-Amerikaner.
- Madrid/Spanien: In der Stadt kommt es im Verlauf einer Friedensdemonstration zu Ausschreitungen, 50 Menschen werden verletzt.
- Moskau/Russland: Außenminister Igor S. Iwanow wirft den USA vor, die „illegale Besetzung“ des Iraks zu planen.
- Sanaa/Jemen: In der Hauptstadt des Jemen hat es bei Protesten Tote gegeben. Es gibt unterschiedliche Zahlen: Einige sagen es seien zwei Menschen von der Polizei erschossen worden, bei anderen waren es vier.
- Stuttgart/Deutschland: Vor der Kommandozentrale der US-Streitkräfte in Europa (EUCOM) in Stuttgart-Vaihingen löste die Polizei eine Sitzblockade an der Zufahrt auf.
- Vereinigtes Königreich: Am Vormittag brechen im Westen des Landes 8 US-amerikanische B-52-Bomber in Richtung Irak auf. Diese Maschinen können bis zu 20 Marschflugkörper gleichzeitig abschießen.

### Samstag, 22. März 2003
- Ankara/Türkei: Das Land gibt die Überflugrechte für US-amerikanische Kampfflugzeuge frei.
- Bagdad/Irak: Den ganzen Tag gibt es heftige Luftangriffe und es hängen dicke Rauchwolken über der Stadt. Die Iraker haben in Gräben Öl angezündet um den Angreifern die Navigation zu erschweren.
- Berlin/Deutschland: Die Bundesregierung wird heftig von der Opposition aus FDP und Unionsparteien wegen ihres Vorhabens angegriffen, die AWACS-Aufklärungsflugzeuge abzuziehen, wenn die Türken in den Irak einmarschiert sind.
- Irak: Beim Absturz zweier Hubschrauber kommen sieben Briten und ein Amerikaner ums Leben. Nach Angaben aus türkischen Militärkreisen und des CNN ist eine Kommandoeinheit der Türkei mit rund 1500 Soldaten in den Nordirak vorgerückt. Dieser Meldung wird von der türkischen Regierung im Laufe des Tages aber widersprochen.
- Umm Qasr/Irak: Die gestern nach Angaben der Alliierten eingenommene Stadt ist nach Darstellung des irakischen Verteidigungsministers Sultan Haschem Ahmed weiter umkämpft.
- Vereinigte Staaten: Die goldene Himbeere, den Preis als schlechteste Schauspielerin, müssen sich Britney Spears und Madonna teilen.
- Weltweit gibt es wieder Demonstrationen gegen den Krieg. In den USA gehen auf dem Broadway bis zu 250.000 Menschen auf die Straße. In Deutschland sind es 150.000 Teilnehmer davon in Berlin 40.000 bis 50.000, in London sind es 300.000, in Rom sind es 30.000, in Finnland sind es etwa 20.000.
- Im Tanganjikasee zwischen Burundi und Kongo ertrinken beim Untergang der Fähre „M.V. Kashombwe“ während eines Sturms mehr als 100 Menschen. 41 Passagiere werden gerettet.

### Sonntag, 23. März 2003
- Afghanistan: Am Abend stürzt nach Militärangaben ein Hubschrauber vom Typ HH-60G Pave Hawk der US-amerikanischen Luftwaffe mit sechs Insassen ab.
- Bagdad/Irak: Auch heute hat der Tag mit heftigen Bombardements begonnen. Auch den Tag über gibt es immer wieder Angriffe.
- Basra/Irak: In der Stadt sollen laut der irakischen Regierung 77 Zivilisten getötet und 337 verletzt worden sein. Die Alliierten sollen bei dem Angriff Streubomben eingesetzt haben.
- Grosny/Russland: In der abtrünnigen Kaukasus-Republik Tschetschenien findet ein Verfassungsreferendum statt. Die Republik soll zwar begrenzte Autonomierechte bekommen aber dafür fester in die Föderation einbezogen werden.
- Irak: Ein britisches Tornado-Kampfflugzeug wird vermutlich aus Versehen mit einer US-amerikanischen Patriot-Rakete abgeschossen. Im ganzen Land gibt es erbitterten Widerstand. Nach Angaben der Alliierten sei der strategisch wichtige Ort Nasiriya nach den bis jetzt heftigsten Kämpfen eingenommen worden. Dabei sollen sich mehrere tausend irakische Soldaten ergeben haben. Beim Angriff auf die südirakische Stadt Basra wurden nach Angaben des Fernsehsenders Al Jazeera 50 Menschen getötet. Umm Qasr wird laut CNN weiter heftig umkämpft. Der Fernsehsender widerspricht damit den Aussagen des US-amerikanischen Verteidigungsministers Donald Rumsfeld, nach denen die Stadt von den Alliierten kontrolliert werde. Die Iraker widersprechen auch den Angaben der Angreifer, nach denen die Halbinsel Faw eingenommen werden sein soll. Journalisten kritisieren die Behinderung einer unabhängigen Berichterstattung durch das US-Militär. Berichterstatter mit kritischer Sichtweise werden nach ihren Angaben systematisch von Informationen ferngehalten.
- Katar: Der Fernsehsender Al Jazeera zeigt zum ersten Mal Aufnahmen vermutlich gefangener und getöteter US-Soldaten des Kriegs im Irak.
- Kuwait: Bei einer Explosion im US-amerikanischen Lager „Camp Pennsylvania“ wurde ein Soldat getötet und mindestens 12 weitere verletzt. Ein Soldat verlor wahrscheinlich die Nerven und warf drei Handgranaten.
- Los Angeles/Vereinigte Staaten: Mit Nirgendwo in Afrika von Regisseurin Caroline Link wird bei den 75. Academy Awards nach 23 Jahren erstmals wieder ein deutscher Film mit einem Oscar (Bester ausländischer Film) ausgezeichnet.[12]
- Ljubljana/Slowenien: In einer Volksabstimmung spricht sich eine Mehrheit für den Beitritt zur EU und zur NATO aus.
- Manama/Bahrain: In der Hauptstadt des Landes am Persischen Golf kommt es zu Ausschreitungen zwischen der Polizei und Demonstranten. Zuvor gab es Demonstrationen gegen den Irakkrieg.
- Pakistan: In Lahore demonstrieren 50.000 Menschen gegen den Irakkrieg. Sie verbrennen dabei Puppen des US-amerikanischen Präsidenten George W. Bush.
- Türkei: In einem Interview mit dem US-Magazin „Newsweek“ sagt Premierminister Recep Tayyip Erdoğan, der US-amerikanische Außenminister Colin Powell habe sich im Gegenzug zur Öffnung des türkischen Luftraums mit der Invasion der Türkei in den Irak einverstanden erklärt.
- Johannesburg/Südafrika: Australien gewinnt den achten Cricket World Cup, indem sie im Finale Indien mit 125 Runs besiegt.

### Montag, 24. März 2003
- Bagdad/Irak: Saddam Hussein ruft die Iraker in einer Rede zum „Heiligen Krieg“ auf. Bagdad ist in der fünften Nacht in Folge das Ziel heftiger Luftangriffe.[13]
- Hamburg/Deutschland: Aus einer Friedensdemonstration von mehr als 20.000 Schülern vor dem US-amerikanischen Konsulat heraus entwickeln sich Ausschreitungen, bei denen mehrere Menschen verletzt werden.
- Indien: Im Kaschmir-Gebirge werden nach Polizeiangaben in Nadimarg, etwa 50 Kilometer südlich von Srinagar, bei einem Überfall mindestens 24 Hindus getötet.
- Irak: In Basra und in Umm Qasr leisten irakische Einheiten nach Medienberichten immer noch Widerstand und in Faw werden die Soldaten der Alliierten nach Angaben des Rundfunkveranstalters Al Jazeera in Straßenkämpfe verwickelt. Einheiten der USA sollen auf die Stadt Kerbela etwa 80 Kilometer vor Bagdad vorgerückt sein und feindliche Verbände umgangen haben. Der irakische Widerstand und Sandstürme behindern laut Reportern des Rundfunkveranstalters BBC den Vormarsch auf Bagdad.
- Kuwait: Über dem Land wurde nach Angaben des Verteidigungsministeriums eine irakische Rakete abgefangen.
- Vereinigte Staaten: Nach einem Bericht des Wissenschaftsmagazins New Scientist wird zum ersten Mal eine funktionierende künstliche Synapse im Labor hergestellt.[14]

### Dienstag, 25. März 2003
- Bangladesch: Es demonstrieren 60.000 Menschen gegen den Krieg im Irak. Sie fordern wegen angeblicher Verbrechen gegen die Menschlichkeit einen Prozess gegen den US-amerikanischen Präsidenten George W. Bush.
- Damaskus/Syrien: In der Hauptstadt Syriens demonstrieren hunderttausende gegen den Krieg im Irak.
- Irak: Bis jetzt wurden keine Massenvernichtungswaffen gefunden. Bagdad war auch weiterhin das Ziel von Luftangriffen. Etwa 95 Kilometer vor der Stadt lieferten sich die Alliierten mit der Elitetruppe „Medina“ der Republikanischen Garde mehrere Gefechte. Sandstürme und heftiger irakischer Widerstand behinderten den Vormarsch der Alliierten. Es war beinahe nicht möglich Kampfhubschrauber einzusetzen. Nach irakischen Angaben wurden 3 Hubschrauber der Alliierten abgeschossen. Mehr als 10 Kampfflugzeuge mussten umkehren und wieder zum Flugzeugträger „Harry Truman“ zurückfliegen, bevor sie ihr Ziel im Nordirak erreichten. Um Basra und Nasiriya gab es erbitterte Kämpfe. Basra wurde von den Alliierten zum militärischen Gebiet erklärt. Nach Angaben der ARD ist die schwer umkämpfte Hafenstadt Umm Qasr in der Hand der britischen Soldaten. Die Alliierten behaupten, der Irak wolle Chemiewaffen beim Kampf um Bagdad einsetzen.
- Karlsruhe/Deutschland: Das Bundesverfassungsgericht wies eine Klage der FDP zu den AWACS-Einsätzen in der Türkei ab. Die Regierung lehnte einen Bundestagsbeschluss ab, da die Flugzeuge nicht an den Kampfhandlungen im Irak beteiligt sind.
- Moskau/Russland: Präsident Wladimir Putin weist in einem Telefongespräch mit dem US-amerikanischen Präsidenten George W. Bush Vorwürfe zurück, nach denen russische Firmen die irakischen Streitkräfte mit Nachtsichtgeräten, Panzerabwehrraketen und Satellitsignal-Störsendern ausgerüstet haben sollen.
- Paris/Frankreich: Das Gesundheitsministerium bestätigt den ersten Fall einer SARS-Infektion in Frankreich. Der Erkrankte kam am Wochenende aus Hanoi, Vietnam.
- Serbien und Montenegro: Zvezdan Jovanović wird von der Polizei festgenommen. Der Scharfschütze soll das tödliche Attentat auf den ehemaligen Regierungschef der Republik Serbien Zoran Đinđić verübt haben.
- Südkorea: Die Entsendung von „nicht kämpfenden Einheiten“ zur Unterstützung der Alliierten Truppen im Irak wird wegen zunehmenden Protesten verschoben.
- Vereinigte Staaten: US-Präsident George W. Bush beantragt 75 Milliarden US-Dollar zur Finanzierung des Krieges.
- Vereinigte Staaten: Die Gesundheitsbehörde meldet, dass Forscher ein Virus aus der Familie der Coronaviren als Ursache des SAR-Syndroms identifizierten.
- Der Internet-Buchversand Amazon will das Konzept der Bannerwerbung patentieren lassen.

### Mittwoch, 26. März 2003
- Ankara/Türkei: Der Generalstab wiederholt, dass keine Truppen des Landes in den Irak einmarschieren werden.
- Asien: An SARS starben bisher wahrscheinlich etwa 50 Menschen, mehr als 1.000 haben sich infiziert. In Singapur wurden alle Schulen geschlossen. Nach Angaben des Hamburger Bernhard-Nocht-Instituts gehören die Erreger mit hoher Wahrscheinlichkeit zu den Coronaviren. Die Krankheit überträgt sich durch Tröpfcheninfektion und damit bei engem Kontakt mit hustenden und niesenden Infizierten.
- Bagdad/Irak: Wieder war die Stadt das Ziel schwerer Bombenangriffe. Bei der Explosion einer US – Bombe in einer belebten Geschäftsstraße wurden mindestens 14 Menschen getötet und 30 verletzt. Die USA bestreiten die Urheberschaft zunächst; gestehen sie dann am 30.3. ein.
- Brüssel/Belgien: Estland, Lettland, Litauen, Slowenien, die Slowakei, Rumänien und Bulgarien unterschreiben Beitrittsverträge zur Aufnahme in die Europäische Union.
- Irak: Die Invasionstruppen unter Führung der Vereinigten Staaten wurden bei Basra, Nasiriya, Nadschaf und Kerbela in heftige Kämpfe verwickelt.
- Islamabad/Pakistan: Nach Angaben des pakistanischen Außenministeriums wurde eine atomwaffenfähige Kurzstreckenrakete vom Typ „Abdali“ getestet. Diese Rakete hat eine Reichweite von unter 200 Kilometer.
- Katar: US-Generalmajor Buford Blount teilte der Nachrichtenagentur AFP in Katar mit, dass von den Alliierten innerhalb von drei Tagen in der Umgebung von Nadschaf tausend Iraker getötet worden sein sollen.
- Katar: Der arabische Fernsehsender Al Jazeera zeigte Bilder von zwei Männern, bei denen es sich um britische Kriegsgefangene handeln soll.
- Madrid/Spanien: An einer friedlichen Demonstration gegen den Krieg im Irak beteiligen sich nach Mitteilung der Veranstalter 200.000 Menschen, laut Polizei sind es 10.000 Teilnehmer.
- Orissa/Indien: Im ostindischen Staat Orissa wurde auf dem Testgelände Chanipur eine „Prithvi“-Rakete abgefeuert. Diese Rakete wiegt 4,6 Tonnen und fliegt bis zu 150 Kilometer weit.
- Umm Qasr/Irak: Es treffen die ersten sieben mit Hilfsgütern beladenen Fahrzeuge der Alliierten ein.

### Donnerstag, 27. März 2003
- Bagdad/Irak: Die schweren Bombenangriffe auf die Stadt gingen weiter. Im Süden wird wieder ein Wohnblock getroffen. Die irakische Führung erwartet laut dem Verteidigungsminister Sultan Hashim Ahmed, dass die USA und ihre Verbündeten Bagdad binnen fünf bis zehn Tagen einschließen werden.
- Deutschland: Nach einem Urteil des Bundesarbeitsgerichts dürfen Arbeitgeber ihre Mitarbeiter in Ausnahmefällen mit versteckten Videokameras überwachen, wenn ein konkreter Verdacht besteht, dass die Mitarbeiter strafbare Handlungen begehen.
- Irak: Die Alliierten Bodentruppen stoßen auf heftigen Widerstand der irakischen Streitkräfte. Besonders die Städte Kerbela und Nadschaf sind stark umkämpft. Im Norden des Landes etwa 50 Kilometer nordöstlich von Erbil landeten etwa 1000 US-amerikanische Fallschirmspringer um einen Flugplatz bei Baschur zu erobern. Von dort aus soll eine Nordfront errichtet werden.
- Nasiriya/Irak: Der Flughafen Tallil in der Nähe der Stadt wurde von den US-amerikanischen Truppen wieder in Betrieb genommen. Er soll zum wichtigen Stützpunkt für den Nachschub werden.
- Vereinigte Staaten: Der britische Premierminister Tony Blair war in Camp David zu Besuch beim US-amerikanischen Präsidenten George W. Bush um das weitere Vorgehen im Krieg zu besprechen. Bush antwortete auf die Frage, wie lange der Krieg noch dauern wird: „Das ist keine Frage des Zeitplans. Der Krieg wird so lange dauern, bis der Irak besiegt ist.“
- Vereinigte Staaten: Im UN-Sicherheitsrat gibt es Streit über die Verwaltung des Geldes aus den Einnahmen der irakischen Ölquellen. Russland widersetzt sich der Forderung, die praktische Durchführung des Hilfsprogrammes „Brot für Öl“ den USA und Großbritannien zu überlassen.
- Die Verkehrsminister der Mitgliedsländer der Europäischen Union haben sich vier Monate nach dem Untergang des Tankers „Prestige“ vor der spanischen Küste auf ein Verbot von Tankern mit nur einer Hülle zum Transport von Schweröl geeinigt. Die Richtlinie wird in Kraft treten, sobald das Europäische Parlament zugestimmt hat.

### Freitag, 28. März 2003
- Bagdad/Irak: Auf die irakische Hauptstadt fanden die schwersten Bombenangriffe seit Tagen statt. US-amerikanische B-2-Tarnkappenbomber haben am Ostufer des Tigris zwei mehr als 2100 Kilogramm schwere „Bunker-Buster-Bomben“ (Bunker brechende Bomben) abgeworfen. Die Angriffe richteten sich vor allem gegen die Republikanischen Garden und gegen Telefonzentralen.
- Basra/Irak: In der Stadt spitzte sich die humanitäre Lage dramatisch zu.
- Erbil/Irak: In der Nähe der Stadt sollen in der vergangenen Nacht laufend Flugzeuge gelandet sein. Dort soll eine neue Front errichtet werden.
- Frankfurt am Main/Deutschland: Das Amtsgericht verhängte wegen Beihilfe zur Steuerhinterziehung eine Geldbuße von 59,3 Millionen Euro gegen die Deutsche Bank.
- Iran: Erstmals finden im Land Großdemonstrationen gegen den Krieg im Irak statt. In der Hauptstadt Teheran gingen Zehntausende von Menschen auf die Straßen. Die britische Botschaft wurde mit Steinen beworfen.
- Istanbul/Türkei: Ein türkischer Airbus mit 196 Passagieren, darunter drei türkischen Parlamentariern, wird nach dem Start in Istanbul entführt. Die Maschine landet später in der griechischen Hauptstadt Athen, wo sich der Entführer den Behörden stellt.[15]
- Japan: Es wurden erstmals zwei Spionagesatelliten vom Weltraumzentrum Tanegashima mit einer H2-A-Trägerrakete ins All geschossen, um das nordkoreanische Raketenprogramm wetterunabhängig aus einer Höhe von 400 bis 600 Kilometer zu überwachen. Zwei weitere Spionagesatelliten sollen folgen.
- Kuwait/Kuwait: In der Stadt schlug eine Rakete ein. Die Regierung macht den Irak verantwortlich. Aber es gibt auch Stimmen, die das bezweifeln, da im südlichen Irak bisher keine Abschussrampen gefunden wurden.
- Nasiriya/Irak: Rund um die Stadt fanden heftige Gefechte mit Panzern und Artilleriegeschützen statt. Nach Angaben von CNN werden 12 Soldaten vermisst, 14 sollen verletzt sein. Ein Elektrizitätswerk und andere Gebäude gingen in Flammen auf.
- Umm Qasr/Irak: In der Hafenstadt legte das erste britische Schiff mit Hilfsgütern an.
- Vereinigte Staaten: General William Wallace räumte ein, dass der Gegner unterschätzt wurde. Es sollen weitere etwa 100.000 Soldaten mehr in den Irak geschickt werden.

### Samstag, 29. März 2003
- Bagdad/Irak: Die Hauptstadt wurde weiter schwer bombardiert. In der Nacht zum Samstag sollen sehr viele zivile Gebäude getroffen worden sein. Auch das Informationsministerium, in dem zahlreiche Journalisten arbeiten, wurde beschädigt. Im Westen der Stadt wurde ein Marktplatz getroffen, dabei gab es zahlreiche Tote und Verletzte. Die US-amerikanischen Truppen stehen etwa 80 Kilometer vor der Stadt. Es gab Gerüchte, die vom US-amerikanischen Zentralkommando in Katar aber dementiert wurden, nach denen der Vormarsch gestoppt wurde, weil es Probleme mit dem Nachschub gab. Unterdessen erklärt die Regierung, dass sie das vom UN-Sicherheitsrat verabschiedete Programm „Öl gegen Brot“ ablehnt.
- Basra/Irak: Bei einem Bombenangriff soll ein Gebäude mit 200 irakischen Kämpfern getroffen worden sein.
- Deutschland: Etwa 50.000 Menschen versammeln sich aus Protest gegen den Krieg im Irak an der Berliner Siegessäule. Zwischen den Rathäusern von Osnabrück in Niedersachsen und Münster in Nordrhein-Westfalen gab es eine rund 50 Kilometer lange Friedenskette, an der etwa 40.000 Menschen beteiligt waren. Die US-amerikanische Kommandozentrale (EUCOM) in Stuttgart-Vaihingen wurde von einer Menschenkette, an der etwa 7.000 bis 10.000 Menschen beteiligt waren, umschlossen. Weitere Demonstrationen fanden in Hamburg, Rostock, Bremen, Hannover und Frankfurt am Main statt.
- Geresk/Afghanistan: Nahe der Stadt wurden bei einem Angriff auf das US-amerikanische Kontingent der Schutztruppe (ISAF) 2 Soldaten getötet.
- Kandahar/Afghanistan: Laut einem Polizeisprecher wurden nördlich der Stadt US-amerikanische Kampfhubschrauber und B-52 Bomber eingesetzt, um dort vermutete Taliban-Kämpfer zu vertreiben.
- Katar: Die US-amerikanische Militärführung gibt zu, dass in Saudi-Arabien Tomahawk-Marschflugkörper eingeschlagen sind, aber noch nicht geklärt ist, woher diese gekommen sind.
- Nadschaf/Irak: Bei einem Kontrollposten nahe der Stadt kommen beim Selbstmordanschlag eines Taxifahrers vier US-amerikanische Soldaten ums Leben. Die irakische Regierung kündigt weitere Anschläge an.

### Sonntag, 30. März 2003
- Bagdad/Irak: Ein Stadtviertel sowie Stellungen der Republikanischen Garden werden bombardiert.
- Irak: Weitere Kämpfe erfolgten in Nadschaf, Nasiriya und Basra im Süden des Landes und in Mosul und Kirkuk im Norden. Die Menschen dort werden aber nicht nur von den Waffen bedroht, auch der Wassermangel nimmt dramatische Ausmaße an. Die irakische Seite korrigiert die Anzahl der Toten und Verletzten. Es soll 357 (bisher 580) Tote und 3650 (bisher 4500) verletzte Zivilisten gegeben haben. Das Pentagon meldet den Absturz eines Hubschraubers im Süden des Landes. Dabei sollen drei Soldaten umgekommen sein, einer wurde verletzt.
- Israel: Bei einem Selbstmordanschlag bei Netanja wurden mindestens 30 Menschen verletzt.
- Jakarta/Indonesien: In der Hauptstadt Indonesiens protestierten mehr als 300.000 Menschen gegen den Krieg im Irak.
- Kabul/Afghanistan: Im Hauptquartier der internationalen Schutztruppe ISAF schlug eine Rakete ein. Dabei wurde jedoch niemand verletzt.
- Peking/China: Von der Führung wurden zum ersten Mal Demonstrationen gegen den Krieg zugelassen. Die behördlich begrenzte Zahl von 200 Ausländern zog bis zur Residenz des US-amerikanischen Botschafters. In einem Park gab es auch eine Demonstration von Chinesen.
- Rabat/Marokko: In der Hauptstadt Marokkos demonstrierten 200.000 Menschen gegen den Krieg im Irak.
- Seoul/Südkorea: In Seoul wurden 30.000 Kriegsgegner gezählt, die auch gegen die Entscheidung der Regierung zur Beteiligung des Landes am Krieg an Sanitäts- und Instandhaltungsarbeiten demonstrierten.
- Vereinigtes Königreich: Robin Cook, der ehemalige Außenminister, fordert den Rückzug aller britischen Soldaten aus dem Irak.

### Montag, 31. März 2003
- Bagdad/Irak: US-amerikanische und britische Kampfflugzeuge griffen erstmals mit tieffliegenden Bombern an.
- Basra/Irak: Britische Einheiten haben mit einer Offensive die Stadt eingeschlossen.
- Hindiya/Irak: In die Stadt, die etwa 80 Kilometer südlich von Bagdad liegt rückten am Morgen Soldaten der 3. Infanteriedivision vor. Nach US-amerikanischen Angaben wurden mindestens 35 irakische Soldaten bei dem Angriff getötet. Verschanzte irakische Einheiten leisteten heftige Gegenwehr mit Raketenwerfern und Artillerie.
- Nadschaf/Irak: An einem Kontrollpunkt nahe der Stadt wurden von US-amerikanischen Soldaten sieben Zivilisten in einem Minibus der trotz oder wegen Warnschüssen nicht anhalten wollte erschossen. Der Bus soll mit 13 Frauen und Kindern besetzt gewesen sein.
- Srebrenica/Bosnien und Herzegowina: Tausende von Überlebenden versammelten sich auf dem Friedhof, um an der Beerdigung der ersten identifizierten Opfer des Massakers vom Juli 1995 teilzunehmen.
- Toronto/Kanada: Wegen der Lungenkrankheit SARS wird der Gesundheitsnotstand ausgerufen.
- Umm Qasr/Irak: Die irakische Bevölkerung in der Hafenstadt bekommt Wasser aus Kuwait über einen Kanal.

## Weblinks

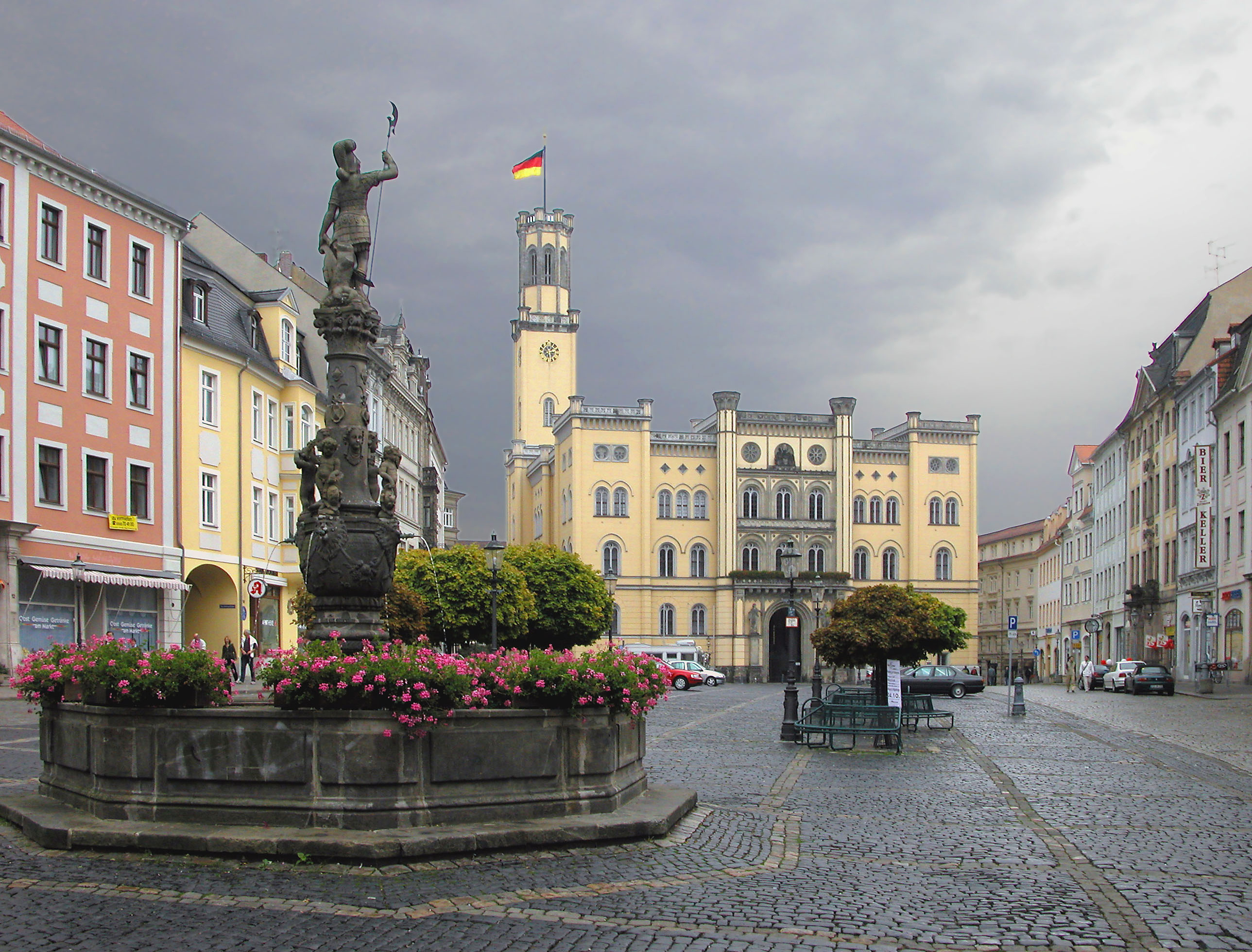
Sachsen im März 2003